# Ханс Готлиб фон Геминген
Ханс Готлиб фон Геминген (на немски: Hans Gottlieb von Gemmingen; * пр. 1649; † през май 1691 в Бюрг) е благородник от стария алемански рицарски род Геминген в Крайхгау в Баден-Вюртемберг, горски служител в Курфюрство Майнц, собственик в Райхартс хаузен. От 1690 г. има собственост в Бюрг (в Нойенщат ам Кохер), където следващата година е намушкан по нареждане на брат му Йохан Бернхард фон Геминген (1656 – 1723), дворцов съветник в Баден-Дурлах и главен дворцов майстер.
Той е син (от общо 18 деца) на Ахилес Кристоф фон Геминген (1619 – 1676) и първата му съпруга Бенедикта Елизабета Грек фон Кохендорф († 1648). Полубратята му са Йохан Бернхард (1656 – 1723) и Еберхард (1674 – 1741). Братята управляват заедно.
През 1671 г. баща му купува за него две трети от селото Райхартс хаузен с всички права и е споменато, че Ханс Готлиб ще наследи една трета от бащиното наследство. През 1677 г. се сключва наследствен договор.
През юли 1678 г. Ханс Готлиб фон Геминген намушква Ханс Каспар фон Линдеман цу Плайделсхайм. Следващите години той е търсен и не е откит.
Ханс Готлиб става католик и започва служба в Курмайнц и през 1686 г. става оберфорст-майстер в Лорш, напуска обаче Курмайнц и отива в Бавария. След смъртта на двама негови полубратя той взема фамилната собственост в Бюрг през 1690 г., против което е полубрат му Йохан Бернхард (1656 – 1723) и протестира от Женева, където е с наследствения принц Карл Вилхелм. През май 1691 г. войници нахлуват в дворец Бюрг и намушкват Ханс Готлиб фон Геминген. Брат му Йохан Бернхард е обвинен за провокатор на убийството и се образува императорска комисия против него.

## Фамилия
Ханс Готлиб фон Геминген е женен за Мария Магдалена фон Калтентал, след нея за Мария Маргарета фон Нойхаузен. Той има следните деца:
- Бенедикта Луиза, омъжена за Фридрих фон Беренфелс
- Мария Юлиана, омъжена за Франц Антон фон Макайре
- Франц Игнац (1681 – 1738), пфалцски офицер, женен за Мария Хелена фон Грерот; нямат деца